# Lisa Whiteside
Lisa Whiteside (* 17. September 1985) ist eine englische Boxerin. Sie wurde 2014 Vizeweltmeisterin der Amateure in der Gewichtsklasse bis 51 kg Körpergewicht.

## Werdegang
Lisa Whiteside stammt aus Preston in der Grafschaft Lancashire. Sie begann als Jugendliche zunächst mit dem Kickboxen, das sie vier Jahre lang betrieb. Erst 2009 wechselte zu den Amateurboxern. Ihr erster Verein, dem sie angehörte, war der Natbridge ABC Leyland, später wechselte sie zum Larches and Savick ABC Preston. Ihr Trainer ist dort Dave Fitzgerald. Lisa Whiteside ist Polizei-Offizierin und übte diesen Beruf bis Mitte 2013 als Fulltime-Job aus. Im Juni 2013 wurde sie in das GB-Boxing-Programm (Fulltime) aufgenommen und widmet sich seitdem nur noch dem Boxen.
Lisa Whiteside wurde von 2011 bis 2014 ABAE-Champion (englische Meisterin) in drei verschiedenen Gewichtsklassen (51 kg, 54 kg und 57 kg). Im Jahre 2011 wurde sie zu den Europameisterschaften der Frauen in Rotterdam entsandt. Sie startete dort in der Gewichtsklasse bis 57 kg Körpergewicht. Ihr Kampf gegen Marzia Verrecchia, Italien, den sie nach Punkten gewann, war der erste Kampf gegen eine internationale Gegnerin, den sie bestritt. Sie siegte danach noch über Swetlana Kamenowa, Bulgarien und Nagehan Gul, Türkei, nach Punkten. Sie stand damit im Finale der Ukrainerin Natalia Birjuk gegenüber. Sie verlor diesen Kampf knapp (14:15) nach Punkten und wurde damit Vizeeuropameisterin.
Im Mai 2012 startete sie bei den Weltmeisterschaften der Frauen im chinesischen Qinhuangdao. Sie siegte dort, wieder in der Gewichtsklasse bis 57 kg, über Nana Yoshikawa, Japan und Julia Ziplakowa, Ukraine, nach Punkten, unterlag aber im Halbfinale gegen Sandra Kruk aus Polen nach Punkten. Sie wurde damit WM-Dritte (Bronzemedaille). Bei den Olympischen Spielen 2012 im Juli/August in London fanden erstmals auch in drei Gewichtsklassen (bis 51 kg, bis 60 kg und bis 75 kg) Wettbewerbe für die Frauen statt. Die Gewichtsklasse, in der Lisa Whiteside bisher startete (bis 57 kg) war also nicht darunter. Lisa Whiteside zog daraus die Konsequenzen und entschloss sich, künftig in einer der drei olympischen Gewichtsklasse zu starten und trainierte langsam in die Gewichtsklasse bis 51 kg ab. Die Tatsache, dass nur die genannten drei Gewichtsklassen im Frauenboxen auch künftig (z. B. 2016 in Rio de Janeiro) olympisch sind, brachte für alle anderen Boxerinnen, die nicht in einer dieser Gewichtsklasse kämpfen, den Nachteil, dass im Jahr vor Olympischen Spielen und im Olympiajahr selbst, die Veranstalter von internationalen Turnieren nur mehr die olympischen Gewichtsklassen ausschreiben und deshalb in diesen Jahren kaum Startmöglichkeiten für die Boxerinnen in den nichtolympischen Gewichtsklassen bestehen. So erging es auch Lisa Whiteside 2011 und 2012.
Im Juli 2013 startete Lisa Whiteside bei den Meisterschaften der Europäischen Union in der Gewichtsklasse bis 54 kg. Sie besiegte Hrvojka Cudina aus Kroatien durch Techn. K.O. in der 3. Runde, sowie Karolina Michalczuk, Polen, Delphine Mancini, Frankreich und im Finale Alice Sramkowa, Tschechien jeweils nach Punkten und gewann damit ihren ersten internationalen Meistertitel.
Im Mai 2014 vertrat sie England bei den Europameisterschaften in Bukarest wieder in der Gewichtsklasse bis 54 kg. Sie gewann dort ihren ersten Kampf über Claudia Nechita aus Rumänien nach Punkten, verlor aber im Achtelfinale gegen Marzia Davide aus Italien nach Punkten, womit sie ausschied und auf den 9. Platz kam. Im November 2014 startete Lisa Whiteside bei den Weltmeisterschaften der Frauen in Jeju/Südkorea in der olympischen Gewichtsklasse bis 51 kg. Obwohl sie, um in dieser Gewichtsklasse starten zu können, sehr viele Kilos abtrainieren musste, war sie in Jeju in hervorragender Form und besiegte Jana Burin, Weißrussland, Sopida Satumram, Thailand, Mandy Bujold, Kanada und Terry Gordini, Italien, nach Punkten. Im Finale stand sie der olympischen Silbermedaillengewinnerin von 2012 Marlen Esparza aus den Vereinigten Staaten gegenüber, gegen die sie nach großem Kampf knapp (1:2 Richterstimmen) verlor. Sie wurde damit Vizeweltmeisterin.
Ihr großes Ziel ist nun die Teilnahme an den Olympischen Spielen 2016. Wie schwer es sein wird, dieses Ziel zu erreichen, zeigt die Tatsache, dass auch Nicola Adams, die englische Olympiasiegerin von London in der Gewichtsklasse bis 51 kg, dieses Ziel hat.

## Internationale Erfolge
| Jahr | Platz | Wettbewerb                              | Gewichtsklasse | Erfolge |
| 2011 | 2.    | EM in Rotterdam                         | bis 57 kg      | nach Punktsiegen über Marzia Verrecchia, Italien (12:5), Swetlana Kamenowa, Bulgarien (13:9) und Nagehan Gul, Türkei (21:10) und Punktniederlage gegen Natalia Birjuk, Ukraine (14:15)                       |
| 2012 | 3.    | WM in Qinhuangdao/China                 | bis 57 kg      | nach Punktsiegen über Nana Yoshikawa, Japan (19:6) und Julia Ziplakowa, Ukraine (25:19) und Punktniederlage gegen Sandra Kruk, Polen (16:26)                                                                 |
| 2013 | 1.    | Nations-Cup in Zrenjanin                | bis 57 kg      | nach Punktsieg über Andreja Bester, Slowenien (12:2) und Abbruch-Sieg in der 2. Runde über Anamarija Vujaklija, Kroatien                                                                                     |
| 2013 | 1.    | Pyynikki-Cup in Tampere                 | bis 54 kg      | nach Punktsiegen über Raija Ally, Finnland (5:0), Kristiina Kivistö, Finnland (5:0) und Marjut Lausti, Finnland (5:0)                                                                                        |
| 2013 | 3.    | Feliks-Stamm-Memorial in Warschau       | bis 51 kg      | nach Punktsiegen über Ceire Smith, Irland (15:11) und Cleila Costa, Brasilien (17:14) und Punktniederlage gegen Mandy Bujold, Kanada (12:17)                                                                 |
| 2013 | 1.    | EU-Meisterschaften in Keszthely/Ungarn  | bis 54 kg      | nach Techn. K.O.-Sieg in der 3. Runde über Hrvojka Cudina, Kroatien und Punktsiegen über Karolina Michalczuk, Polen (2:1 RS), Delphine Mancini, Frankreich (3:0) und Alice Sramkowa, Tschechien (3:0)        |
| 2013 | 1.    | Silesian-Open in Gleiwitz               | bis 51 kg      | nach kampfl. Sieg über Anna Andrzejewska, Polen, Punktsieg über Kirsty Harris, Australien (3:0) und Techn. K.O.-Sieg in der 2. Runde über Niki Arnold, Neuseeland                                            |
| 2014 | 5.    | 3. Nations-Women's-Cup in Vrbas/Serbien | bis 54 kg      | nach Punktniederlage gegen Wiktoria Gurkowitsch, Russland (0:3) |
| 2014 | 1.    | 33. Bee-Gee-Tourn. in Helsinki          | bis 51 kg      | nach Punktsiegen über Salla-Maria Hannonen, Finnland und Ashley Brace, Wales |
| 2014 | 9.    | EM in Bukarest                          | bis 54 kg      | nach einem Punktsieg über Claudia Nechita, Rumänien (2:1) und einer Punktniederlage gegen Marzia Davide, Italien (0:3)                                                                                       |
| 2014 | 1.    | Queens-Cup in Stralsund                 | bis 51 kg      | nach Punktsiegen über Nadia Barriga, Bolivien (3:0), Eweline Wicherska, Polen (2:1) und Sandra Drabik, Polen (2:0)                                                                                           |
| 2014 | 2.    | WM in Jeju/Südkorea                     | bis 51 kg      | nach Punktsiegen über Jana Burim, Weißrussland (3:0), Sopida Satumram, Thailand (2:0), Mandy Bujold, Kanada (2:0) und Terry Gordini, Italien (3:0) und einer Punktniederlage gegen Marlen Esparza, USA (1:2) |

## Länderkämpfe
| Jahr | Ort                | Gewichtsklasse         | Ergebnis  |                                       |
| 2013 | Basingstoke        | England gegen Schweden | bis 57 kg | Punktsieg über Linnea Strandell (3:0) |
| 2013 | Houghton-le-Spring | England gegen Schweden | bis 57 kg | Punktsieg über Linnea Strandell (3:0) |
| 2014 | Trondheim          | Norwegen gegen England | bis 51 kg | Punktsieg über Marielle Hansen (2:0)  |

Erläuterungen
- WM = Weltmeisterschaften, EM = Europameisterschaften, EU = Europäische Union
- RS = Richterstimmen